# مک‌بوک ایر (اپل سیلیکون)
مک بوک ایر با سیلیکون اپل خط تولیدی از رایانه‌های همراه است که توسط شرکت اپل از سال ۲۰۲۰ تولید و توسعه داده شده است. در خط تولید فعلی، مک بوک ایر در زیر محدوده عملکرد مک بوک پرو قرار دارد.
اپل نخستین مک‌بوک ایر سیلیکونی اپل خود را در ۱۰ نوامبر ۲۰۲۰ معرفی کرد که یک مدل ۱۳ اینچی بر اساس اپل ام۱ بشکل سامانه بر روی تراشه است.

## بررسی اجمالی
در ۲۲ ژوئن ۲۰۲۰، تیم کوک، مدیر عامل اپل اعلام کرد که مک از پردازنده‌های اینتل به پردازنده‌های طراحی داخلی خود اپل که از معماری ARM64 با نام سیلیکون اپل استفاده می‌کنند، تغییر خواهد کرد.
در ۱۰ نوامبر ۲۰۲۰، اپل مک‌بوک ایر به روز شده با پردازنده ام۱ طراحی شده توسط خود را معرفی کرد که در کنار مک مینی به روز شده و مک بوک پرو ۱۳ اینچی به عنوان نخستین مک در خط تولید جدید اپل با پردازنده‌های سیلیکونی مبتنی بر معماری آرم اپل عرضه شد. این دستگاه از طراحی بدون فن استفاده می‌کند. همچنین ازوای-فای۶، تاندربولت۳/یواس‌بی۴ و Wide Color (P3) پشتیبانی می‌کند. مک‌بوک ایر ام۱ تنها می‌تواند یک صفحه نمایش خارجی را پشتیبانی کند. مدل قبلی مبتنی بر اینتل قادر به اجرای دو نمایشگر ۴کی بود. همچنان مانند گذشته دوربین فیس تایم 720p استفاده شده است. اما اپل یک پردازنده سیگنال تصویر بهبود یافته را برای ویدیو با کیفیت بالاتردر آن ارائه کرده است.

### رونمایی
مک‌بوک ایر ام۱ نقدهای مثبتی دریافت کرده است و از قابلیت‌های مربوط به تراشه ام۱ آن تمجید بسیار شده است.
دویندرا هاردوار در بررسی خود برای شبکه انگجت، امتیاز ۹۴ از ۱۰۰ را به مک‌بوک ایر داد و عملکرد آن را به‌عنوان «به‌طور تکان‌دهنده پاسخ‌ده» تحسین کرد و کمبود صدای فن و صفحه‌کلید و صفحه موس «عالی» را در میان برخی از برترین‌ها برجسته کرد. به غیر از این، او به طراحی و حس نوت بوک اشاره کرد و به این واقعیت پرداخت که از نخستین مک بوک ایر ۲۰۲۰ واقعاً تغییر زیادی نکرده است. با این حال، او این پرونده را به عنوان احساس «محکم مثل همیشه» تحسین کرد.
جولیان چوکاتو در نوشتن برای وایرد از این واقعیت ابراز تاسف کرد که مک بوک ایر تنها با ۲ درگاه یواس‌بی سی عرضه می‌شود، اما از صفحه کلید و عمر باتری تمجید کرد. او همچنین طراحی بدون فن را آن را تحسین کرد و گفت که این چیزی است که او بارها و بارها از آن قدردانی می‌کند.

### مسائل کیفی
تعداد کمی از مشتریان مشکل جدی را گزارش کرده‌اند که در آن صفحه‌های نمایشگر مک‌بوک ایر ام۱ و مک‌بوک پرو ام۱ اپل به راحتی شکسته می‌شوند یا آسیب می‌بینند. بیانیه‌های رسمی اپل با توصیه برای حذف شاترهای وب کم و محافظ صفحه کلید به روز شدند. طرح دعوی در سپتامبر ۲۰۲۱ آغاز شد.
|  | جاری |

| جدول مدل‌ها                                   | جدول مدل‌ها |
| مدل                                          | ام۱، 2020 (نوامبر) |
| -------------------------------------------- | --- |
| شناسه مدل                                    | MacBookAir10,1 |
| شماره مدل (در قسمت پایین)                    | A2337 |
| شماره قطعه (شماره سفارش)                     | MGN63LL/A, MGN93LL/A, MGND3LL/A, MGN73LL/A, MGNA3LL/A, MGNE3LL/A |
| نمایشگر (براق)                               | ۱۳٫۳ اینچ 2560 x ۱۶۰۰ پیکسل (۱۶:۱۰، 227 ppi) IPS. نمایشگر True Tone P3. وضوح پایین‌تر پشتیبانی می‌شود                                                                                 |
| گرافیک (به اشتراک گذاشته شده با حافظه سیستم) | GPU یکپارچه ۷ یا ۸ هسته ای طراحی شده توسط اپل |
| پردازنده                                     | پردازنده ۸ هسته ای ۳٫۲ گیگاهرتز با ۴ هسته عملکرد و ۴ هسته کارآمد |
| موتور پردازش عصبی                            | ۱۶ هسته ای |

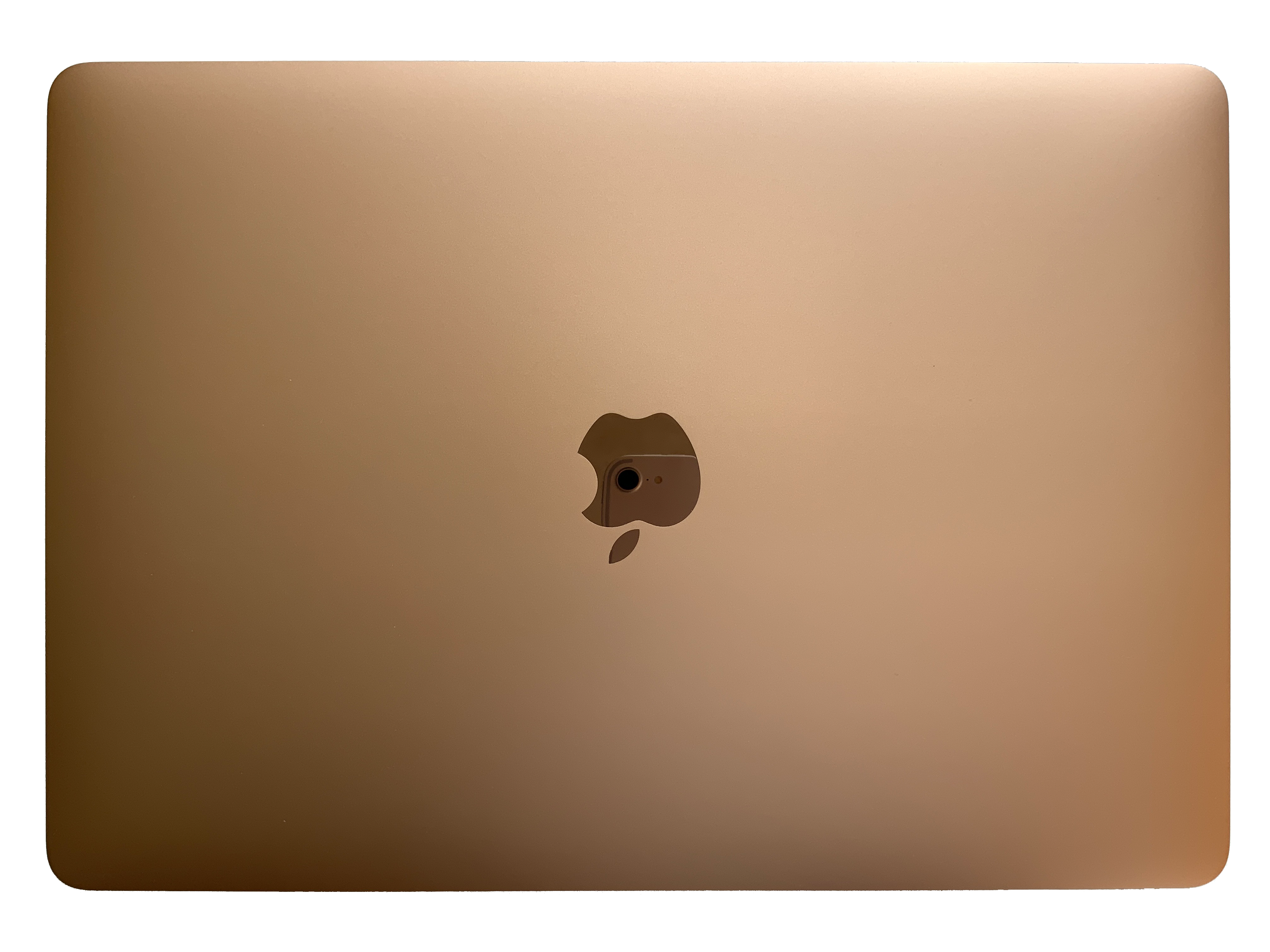
مک‌بوک ایر در حالت بسته

| حافظه                                        | ۸ گیگابایت رم یکپارچه LPDDR4X-4266 ۱۶ گیگابایت اختیاری در زمان خرید، پس از آن قابل ارتقا نیست                                                                                       |
| ذخیره‌سازی                                    | ۲۵۶ گیگابایت یا ۵۱۲ گیگابایت SSD مبتنی بر PCIe اختیاری ۵۱۲ گیگابایت، ۱ ترابایت، یا ۲ ترابایت در زمان خرید، پس از آن قابل ارتقا نیست. ۱۲۸ گیگابایت فقط برای موسسات آموزشی موجود است. |
| صفحه کلید                                    | صفحه کلید جادویی (سوئیچ قیچی) |
| دوربین فیلمبرداری                            | فیس تایم HD (720p) |
| قابلیت اتصال                                 | Wi-Fi داخلی ۶ (802.11 a/b/g/n/ac/ax) |
| قابلیت اتصال                                 | بلوتوث ۵٫۰ |
| اتصالات جانبی                                | ۲× پورت Thunderbolt 3 (USB-C 4) از شارژ پشتیبانی می‌کند. بدون پشتیبانی از eGPU پشتیبانی از یک نمایشگر تا 6016x3384 (DSC)                                                             |
| اتصالات جانبی                                | ۱×۳٫۵ جک هدفون میلی‌متری |
| باتری (لیتیوم یون پلیمر غیرقابل جابجایی)     | ۱۱٫۴ V 49.9 W·h (4,379 mA·h) |
| تعداد چرخه باتری                             | ۱۰۰۰ |
| واحد وزن                                     | ۲٫۸ پوند (۱٫۲۹ کیلوگرم) |
| انتشار گازهای گلخانه ای                      | ۱۶۱ کیلوگرم CO 2 e با فضای ذخیره‌سازی ۲۵۶ گیگابایت یا ۱۸۱ کیلوگرم CO 2 e با ظرفیت ذخیره‌سازی ۵۱۲ گیگابایت                                                                             |
| ابعاد                                        | ۱۱٫۹۷ اینچ (۳۰ سانتیمتر) عرض × ۸٫۳۶ اینچ (۲۱٫۲ سانتیمتر) عمق × ۰٫۱۶ اینچ (۰٫۴ سانتیمتر) تا ۰٫۶۳ اینچ (۱٫۶ سانتیمتر) ارتفاع دارد                                                     |